# Klosterstrasse, Berlin
Klosterstrasse (tysk stavning: Klosterstraße) är en gata i Berlins äldsta stadskärna i stadsdelen Mitte. Den har sitt namn efter Berlins franciskankloster vars kyrkoruin fortfarande står kvar i en park vid gatan. Gatan har givit namn åt tunnelbanestationen Klosterstrasse på linje U2.